# جیمی کارنی
جیمی کارنی (انگلیسی: Jimmy Carney; ۴ دسامبر ۱۸۹۱ – ۱۹۸۰ (۸۸−۸۹ سال)) بازیکن فوتبال اهل بریتانیا بود.
از باشگاه‌هایی که در آن بازی کرده‌است می‌توان به باشگاه فوتبال گلوسوپ نورث اند، باشگاه فوتبال نیوپورت کانتی، باشگاه فوتبال بولتون واندررز، باشگاه فوتبال بلکپول، و باشگاه فوتبال استالی‌بریج سلتیک اشاره کرد.